# Михайловка (Кирсановский район)
Михайловка — деревня в Кирсановском районе Тамбовской области России. Входит в состав Соколовского сельсовета.

## География
Деревня находится в восточной части Тамбовской области, в лесостепной зоне, в пределах Окско-Донской равнины, вблизи истока реки Ольшанки, на расстоянии примерно 28 километров (по прямой) к северо-западу от города Кирсанова, административного центра района. Абсолютная высота — 192 метра над уровнем моря.
Климат
Климат характеризуется как умеренно континентальный с недостаточным и неустойчивым увлажнением. Среднегодовое количество осадков составляет 470—510 мм. Средняя температура января составляет −11,3 °С, июля — +20,4 °С.
Часовой пояс
Деревня Михайловка, как и вся Тамбовская область, находится в часовой зоне МСК (московское время). Смещение применяемого времени относительно UTC составляет +3:00.

## История
По данным 1926 года имелось 37 хозяйств и проживало 206 человек (99 мужчин и 107 женщин). В административном отношении деревня входила в состав Соколовской волости Кирсановского уезда Тамбовской губернии.

## Население
| 2010 |
| ---- |
| 0    |